# كأس السوبر السعودي 2013
كأس السوبر السعودي 2013 هي مباراة أُقيمت في 10 شوال بين نادي الاتحاد ونادي الفتح. المباراة تجمع بين بطل الدوري السعودي وبطل كأس خادم الحرمين الشريفين، وتعتبر المباراة هي الانطلاقة الفعليّة للموسم الكروي السعودي 2013–14 وهو أول سوبر كرة قدم يُقام في السعودية وفاز بها نادي الفتح بنتيجة 3 أهداف مقابل هدفين.

## المباراة
| نادي الفتح السعودي         | 3–2 | نادي الاتحاد السعودي |
| -------------------------- | --- | -------------------- |
| دوريس 1'، 72' · إلتون 112' |     | 91'، 28' مختار       |

## البطل
| كأس السوبر السعودي 2013 |
| ----------------------- |
| الفتح اللقب الأول       |
|                         |